# 마이크 플래너건 (야구인)
마이크 켄들 플래너건(영어: Mike Kendall Flanagan, 1951년 12월 16일 ~ 2011년 8월 24일)은 미국의 전직 야구 선수이다. 메이저 리그 베이스볼 볼티모어 오리올스에서 투수로 활약했다.

## 생애
마이크 플래너건은 뉴햄프셔주 맨체스터 출신이며 맨체스터 메모리얼 고등학교 재학 시절에는 야구 선수, 농구 선수로 활약했다. 1971년 메이저 리그 베이스볼 드래프트에서 휴스턴 애스트로스로부터 15순위로 지명됐지만 계약하지 않았고 1972년부터 1973년까지 매사추세츠 대학교 애머스트에 재학했다. 대학교 재학 시절에는 매사추세츠 대학교 산하 야구단인 유매스 미닛맨 베이스볼에서 활동했지만 한때는 농구 선수로도 활동했다.
1973년 메이저 리그 베이스볼 드래프트에서 볼티모어 오리올스로부터 7순위로 지명되었고 1975년 9월 5일에 메이저 리그 무대에 데뷔하게 된다. 1975년부터 1987년까지 아메리칸 리그 소속 야구단인 볼티모어 오리올스 소속으로 활약했으며 1978년에는 메이저 리그 베이스볼 올스타전에 처음 참가했다. 1979년 시즌에서는 통산 전적 23승 9패, 평균자책점 3.08점, 265⅔이닝, 탈삼진 190개의 기록을 수립하면서 사이 영 상을 수상했다.
1983년 시즌 중반에는 무릎 부상을 당하면서 2개월 동안 이탈했는데 볼티모어 오리올스는 1983년 월드 시리즈에서 우승을 차지했다. 1985년 시즌은 아킬레스건 파열로 인해 15경기에 등판하는 데에 그쳤다. 1987년 8월 31일에는 오스왈도 페라사와 트레이드되면서 토론토 블루 제이스로 이적했고 9월 4일에는 토론토 블루 제이스에서 활약하던 호세 메사가 볼티모어 오리올스로 이적했다.
1990년 5월 8일에 토론토 블루 제이스에서 방출되면서 자유 계약 선수가 되었고 1991년 4월 2일에는 볼티모어 오리올스로 복귀하게 된다. 1991년 시즌에서는 64경기에 등판하여 평균자책점 2.38을 기록했고 현역 마지막 시즌인 1992년 시즌에서는 42경기에 등판하여 평균자책점 8.05를 기록했다.
1995년과 1998년에는 볼티모어 오리올스의 투수 코치를 역임했으며 3차례(1994년, 1996년 ~ 1997년, 1999년 ~ 2002년)에 걸쳐 볼티모어 오리올스 산하 방송국에서 경기 해설자로 활동했다. 2002년 12월 4일부터 2005년 10월 10일까지 볼티모어 오리올스 구단의 야구부 부사장을 역임했고 2005년 10월 11일부터 2007년까지 볼티모어 오리올스 구단의 야구부 경영 담당 부사장을 역임했다. 2011년 8월 24일에 메릴랜드주 스파크스에 위치한 자신의 집 근처에서 권총으로 자살했는데 경찰의 조사에 따르면 플래너건은 재정적인 문제로 인해 자살했다고 한다.